# Chitpasong Latthachack
Chitpasong Latthachack (laotisch: ຈິດປະສົງ ລັດທະຈັກ; * 3. Mai 1999 in der Provinz Khammuan) ist ein laotischer Fußballspieler.

## Karriere

### Verein
Chitpasong Latthachack steht seit mindestens 2020 beim Erstligisten Young Elephants FC in der laotischen Hauptstadt Vientiane unter Vertrag. Wo er vorher gespielt hat, ist unbekannt. 2020 und 2022 gewann er mit dem Verein den Lao FF Cup. Am Ende der Saison 2022 und 2023 feierte er mit den Elephants den Gewinn der laotischen Meisterschaft.

### Nationalmannschaft
Chitpasong Latthachack gab sein Debüt in der laotischen Nationalmannschaft am 6. Dezember 2021 im Rahmen der Südostasienmeisterschaft im Gruppenspiel gegen Vietnam.

## Erfolge
Young Elephants FC
- Laotischer Meister: 2022, 2023
- Laotischer Pokalsieger: 2020, 2022